# Franck Proffit
Franck Proffit est un marin français né le 5 octobre 1963.
C'est l'un des doyens et des seconds les plus expérimentés du circuit des multicoques, avec à son actif plus de 100 000 milles parcourus en course.

## Palmarès
- Vainqueur de La Transat Jacques Vabre en 1999 et 2003 au côté de Loïck Peyron puis de Franck Cammas
- Vainqueur de The Race 2001 sur Club Med
- Cinq titres de Champion du monde Fico-Lacoste des équipiers (1997, 1999, 2001, 2003 et 2004)